# Torrão
Torrão ist eine Gemeinde im Kreis Alcácer do Sal mit einer Fläche von 372,4 km² und 1936 Einwohnern (Stand 19. April 2021). Die Bevölkerungsdichte beträgt 5,2 Einwohner pro km².

## Geschichte
Schon am 20. Dezember 1512 wurden Torrão die Stadtrechte zuerkannt.

## Historische Bauwerke
- Convento de São Francisco (Torrão)
- 400 m lange römische Straße; neben der N2
- Igreja de Nossa Senhora do Bom Sucesso auch Capela de Nossa Senhora do Bom Sucesso
- Igreja de Nossa Senhora da Assunção (Torrão)|Igreja de Nossa Senhora da Assunção oder Igreja Matriz de Torrão
- Monte da Tumba oder auch Povoado fortificado do Monte da Tumba ist eine kupferzeitliche Befestigung, die am Ortsausgang liegt.

## Söhne und Töchter der Gemeinde
- Bernardim Ribeiro (1482–1552), Schriftsteller und Lyriker